# Музей музыкальных инструментов (Брюссель)
Музей музыкальных инструментов в Брюсселе (нидерл. Muziekinstrumentenmuseum, принятое сокращение MIM) — государственный музей в Бельгии, один из крупнейших в мире музеев музыкальных инструментов. Содержит более 8000 академических, традиционных и народных инструментов. Является частью государственного музейного комплекса Королевские музеи искусства и истории (нидерл. Koninklijke Musea voor Kunst en Geschiedenis).
Образован в 1877 г. Основу коллекции составили подаренные королю Леопольду II индийские народные инструменты и коллекция инструментов знаменитого бельгийского музыковеда Ф. Ж. Фетиса. В 1879—1924 бессменным куратором музея был инструментальный мастер и органолог В.-Ш. Маийон, передавший свою коллекцию инструментов музею и составивший пятитомный каталог MIM. Большой вклад в развитие музея внесли выдающийся музыковед Ф.-О.Геварт (среди прочего организовал серию концертов старинной музыки на «исторических» инструментах MIM), после Второй мировой войны — медиевист Роже Брагар (куратор в 1957-68) и музыковед Николя Меюс (куратор в 1989-94).
Первоначально MIM располагался в стенах Брюссельской консерватории. С 2000 г. постоянная экспозиция музея демонстрируется в историческом здании (построенном в стилистике ар-нуво, 1899) на улице Montagne de la Cour (Hofberg).
Иногда музей также организует временные выставки и концерты современных изобретателей музыкальных инструментов, среди них Франсуа и Бернар Баше, Pierre Bastien, Yuri Landman, Logos Foundation и другие.